# Amtsgericht Obernkirchen
Das Amtsgericht Obernkirchen war ein deutsches Amtsgericht mit Sitz in Obernkirchen. Das Amtsgericht residierte zunächst bis 1914 in der Lange Straße 24. Seit 1911 wurde dann das Gebäude Rathenaustraße 11 mit Gefängnis bezogen.

## Geschichte
In Obernkirchen bestand das kurhessische Justizamt Obernkirchen als Eingangsgericht. Mit der Annexion des Kurfürstentums Hessen wurden 1867 in der nunmehr preußischen Provinz Hessen-Nassau preußische Kreisgerichte gebildet, denen Amtsgerichte nachgeordnet waren. So entstand das Kreisgericht Rinteln als eines von sechs Kreisgerichten im Regierungsbezirk Kassel und das Amtsgericht Obernkirchen als eines von vier Amtsgerichten im Sprengel des Kreisgerichtes Rinteln.
Mit dem Inkrafttreten des deutschen Gerichtsverfassungsgesetzes am 1. Oktober 1879 wurden reichsweit einheitlich Amts-, Land- und Oberlandesgerichte geschaffen. Das Amtsgericht Obernkirchen blieb bestehe und war nun dem Landgericht Hannover nachgeordnet.
Sein Gerichtsbezirk umfasste nun aus dem Kreis Rinteln den Stadtbezirk Obernkirchen, die Gemeindebezirke Altenhagen, Antendorf, Bernsen, Borstel, Cathrinhagen, Escher, Hattendorf, Kleinholtensen, Krainhagen, Liekwegen, Poggenhagen, Rehren, Röhrkasten, Rolfshagen, Schoholtensen, Westerwald und Wiersen sowie die Gutsbezirke Rienfeld und Obernkirchen (Oberförsterei). Am Gericht bestand 1880 eine Richterstelle. Das Amtsgericht war damit ein kleines Amtsgericht im Landgerichtsbezirk.
Im Jahre 1971 wurde das Amtsgericht Obernkirchen aufgehoben. Die Aufgaben übernahm das Amtsgericht Bückeburg.

## Amtsgerichtsgebäude
Sowohl das Amtsgerichtsgebäude Lange Straße 24 als auch das Gerichtsgebäude Rathenaustraße 11 stehen unter Denkmalschutz.